# Esperantobroen
Esperantobroen (polsk: Most Esperanto) er en 78 m lang fodgængerbro i Bydgoszcz, Polen. Broen er opkaldt efter det  internationale hjælpesprog esperanto. Broen blev indviet den 27. oktober 2012 på 125-årsdagen for sproget.
53°07′15″N 18°01′23″Ø / 53.12087°N 18.02317°Ø